# Костел Святого Архангела Гавриїла
Костел Святого Архангела Гавриїла — храм колишнього німецького поселення Ельзас, нині село Щербанка, Роздільнянський район Одеської області. Відомий також як Церква Святих Ангелів Охоронців. На даний момент костел використовується в якості спортивного зала місцевої школи; другий поверх знаходиться у занедбаному стані.

## Історія костелу

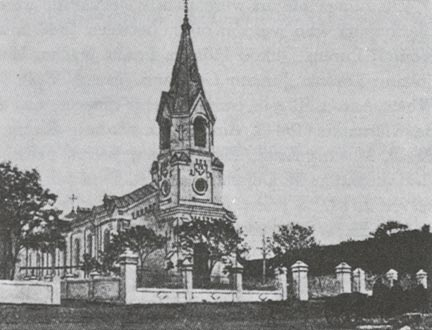
Вигляд костелу у 1909 ріці

Перша римо-католицька церква в колонії Ельзас відома з середини XIX століття. 13 травня 1891 року тут було розпочато будівництво коштом парафіян великого мурованого костелу. Закладенням першого каменя здійснив диякон Рудольф Рейхарт, а вже наступного року, 25 жовтня, новоспоруджений костел консекрував єпископ Тираспольський Антон Церр. Покровителем було оголошено архангела Гавриїла.
До 1914 року настоятелем був отець Йосиф Нольд, потім (від 1915 року) — о. Фердинанд Гірш. Після приходу до влади більшовиків (після 1918 р.) костел був зачинений і переобладнаний на шкільну спортивну залу. На даний момент зовнішній вигляд церкви змінений до невпізнаваності — знесено дзвіницю, змінено фасад. Про колишню велич свідчать статуї левів при вході до костелу.

## Архітектура

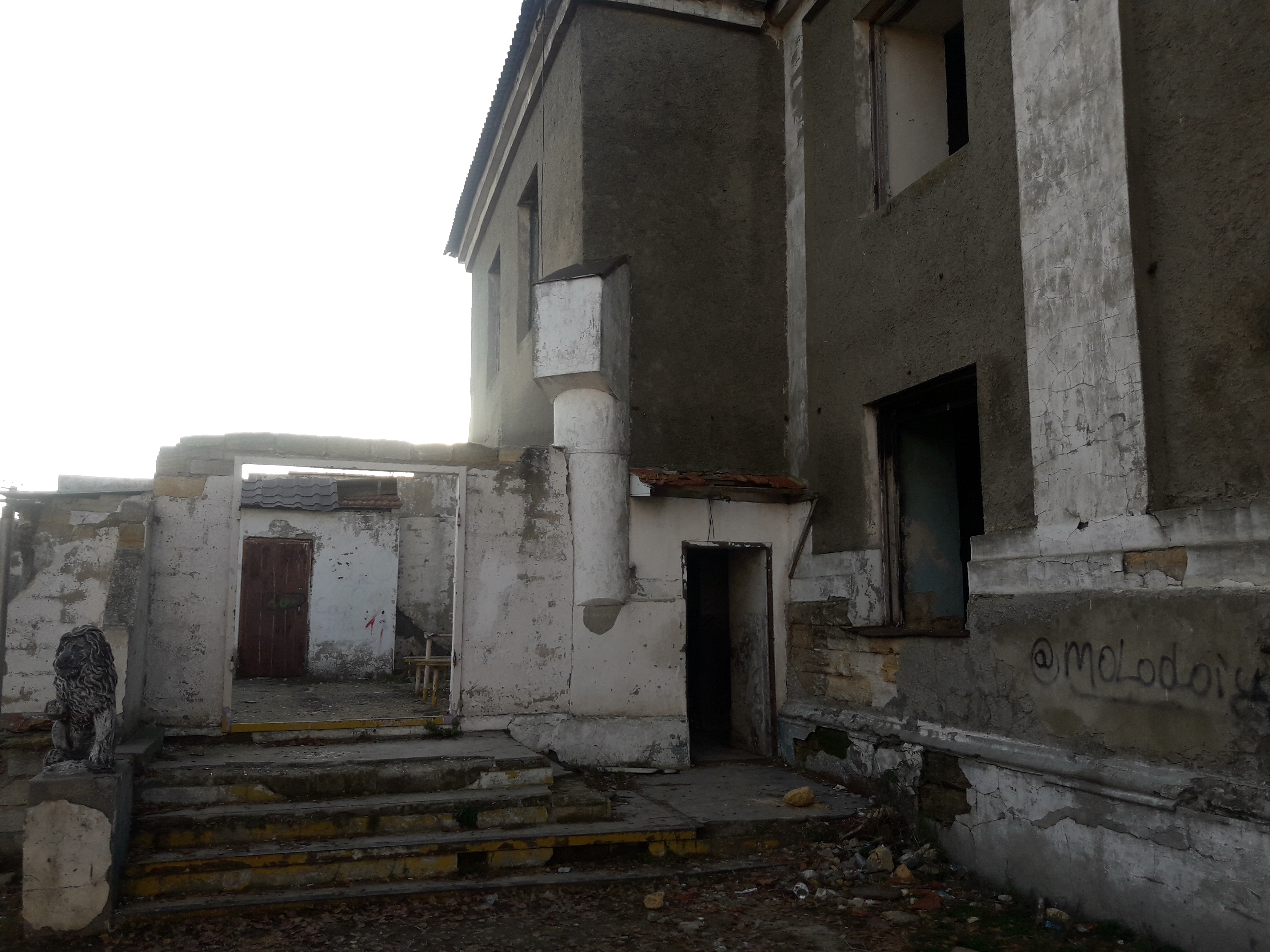
Бічний вхід до костелу, із статуєю лева

Костел зведено в стилі еклектизма. Будівля довжиною 51 м і шириною 20 м, а вбудована вежа разом зі шпилем була заввишки 46 м. Башта знаходилася в північній стороні церкви, а гаспида — на південній. На фасаді знаходилося два основного порталу, по сім великих стрілчастих вікон з кожного боку будівлі. Інтер'єр прикрашали три чудові вівтарі, поставлені тірольськими художніми майстрами Штуфлессера. Над багато оздобленим головним вівтарем висіла картина, виконана маслом, із зображенням архангела Гавриїла. З іншого боку стояли статуї Св. Антонія і Св. Климентія. Боковий вівтар у правому нефі було присвячено Пресвятій Богородиці, в лівому — вівтар Св. Йосипа. У наступні роки скульптури дванадцяти апостолів були прикріплені до 12-и колон центрального нефа, а прекрасно виконана серія картин «зупинки Христа на Хресній дорозі на Голгофу» була розміщена не стінах. Три картини на церковну тематику були написані майстром Бенцінгером зі Швейцарії. Серед іншого церковного оздоблення були: кафедра з виразним різьбленням по дереву, мармурова купіль для хрещення, кілька картин на біблійні сюжети. У 1911 році в церкві був встановлений орган, а на дзвіниці — чотири дзвони різних розмірів. "Спрямована вгору вежа, форма вікон, що йдуть уздовж стін, і гаспида були, безсумнівно, типовими елементами готики, — описував одне з джерел початку XX століття, — в той час, як фризи, напівкруглі резонансні отвори дзвіниці, і інші архітектурні елементи, були характерними для інших стилів; одним словом, ельзаська кірха являла собою в архітектурному плані, змішання стилів. Майстри-будівельники зробили над апсидою дуже виразний звід з м'якого черепашнику. Вівтар був облицьований дубом. Загальна чисельність парафіян складала близько 23 сотень, включно із вірянами із сусідніх хуторів.

## Галерея
<gallery class="center">
Shcherbanka 04.jpg|Стан другого поверху костела
Shcherbanka 01.jpg|Головний вхід
Shcherbanka 02.jpg|Головний вхід
File:Church of the Holy Guardian Angels 03.jpg|Сучасні добудови
</gallery